# Слімнік (Сібіу)
Слімнік (рум. Slimnic) — село у повіті Сібіу в Румунії. Адміністративний центр комуни Слімнік.
Село розташоване на відстані 224 км на північний захід від Бухареста, 14 км на північ від Сібіу, 104 км на південний схід від Клуж-Напоки, 116 км на захід від Брашова.

## Населення
За даними перепису населення 2002 року у селі проживала 2541 особа.
Національний склад населення села:
| Національність | Кількість осіб | Відсоток |
| -------------- | -------------- | -------- |
| румуни         | 2480           | 97,6%    |
| німці          | 29             | 1,1%     |
| угорці         | 17             | 0,7%     |
| цигани         | 13             | 0,5%     |

Рідною мовою назвали:
| Мова      | Кількість осіб | Відсоток |
| --------- | -------------- | -------- |
| румунська | 2500           | 98,4%    |
| німецька  | 25             | 1,0%     |
| угорська  | 15             | 0,6%     |